# Bringin (Juwana)
Bringin is een bestuurslaag in het regentschap Pati van de provincie Midden-Java, Indonesië. Bringin telt 1972 inwoners (volkstelling 2010).